# Новоархангельский сельсовет (Тамбовская область)
Новоархангельский сельсовет — сельское поселение в Первомайском районе Тамбовской области.
Административный центр — село Новоархангельское.

## Население
| 2010  | 2012  | 2013  | 2014  | 2015  | 2016  | 2017  |
| ----- | ----- | ----- | ----- | ----- | ----- | ----- |
| 1404  | ↘1360 | ↘1318 | ↘1310 | ↗1312 | ↘1293 | ↗1344 |
| 2018  | 2019  | 2020  | 2021  |       |       |       |
| ↘1268 | ↘1209 | ↘1204 | ↘1156 |       |       |       |

## Состав сельского поселения
| № | Населённый пункт  | Тип населённого пункта       | Население |
| - | ----------------- | ---------------------------- | --------- |
| 1 | Колбовка          | деревня                      | 143       |
| 2 | Новоархангельское | село, административный центр | ↘917      |
| 3 | Новый Мир         | посёлок                      | 10        |
| 4 | Парижская Коммуна | село                         | 198       |
| 5 | Черёмушка         | село                         | 136       |